# 開基灶君廟省民堂
24°42′02″N 121°47′11″E / 24.700586°N 121.786452°E
開基灶君廟省民堂，是位於臺灣宜蘭縣五結鄉三興村的灶君廟，具鸞堂信仰，以觀落陰聞名。

## 歷史沿革
省民堂原先是村民沈洪位、劉壽、賴香在道光元年建立的土地祠，後來改主祀恭奉當地林姓人家供奉的灶君，並易名「灶君廟」，作扶鸞活動。日治時期從草屋改成為土角厝。1959年改成磚造時，取「省察民間疾苦功過」之意，更名「省民堂」。1960年廟身受波密拉颱風破壞、次年又逢歐珀颱風，由賴錦昆、沈坤焰、劉炳乾等募資重建，1978年擴建為今日廟貌。
1970年代到1990年代，因舉行觀落陰而吸引外地人前來，香火旺盛，使得廟身擴建成大廟。今因被視為是臺灣最早建的灶君廟，故名「開基灶君廟省民堂」。也與其他灶君廟有交流，如屏東縣佳冬鄉九天宮灶君廟。
2021年建廟兩百周年，總統蔡英文贈匾「物阜民安」，9月3日揭幕。

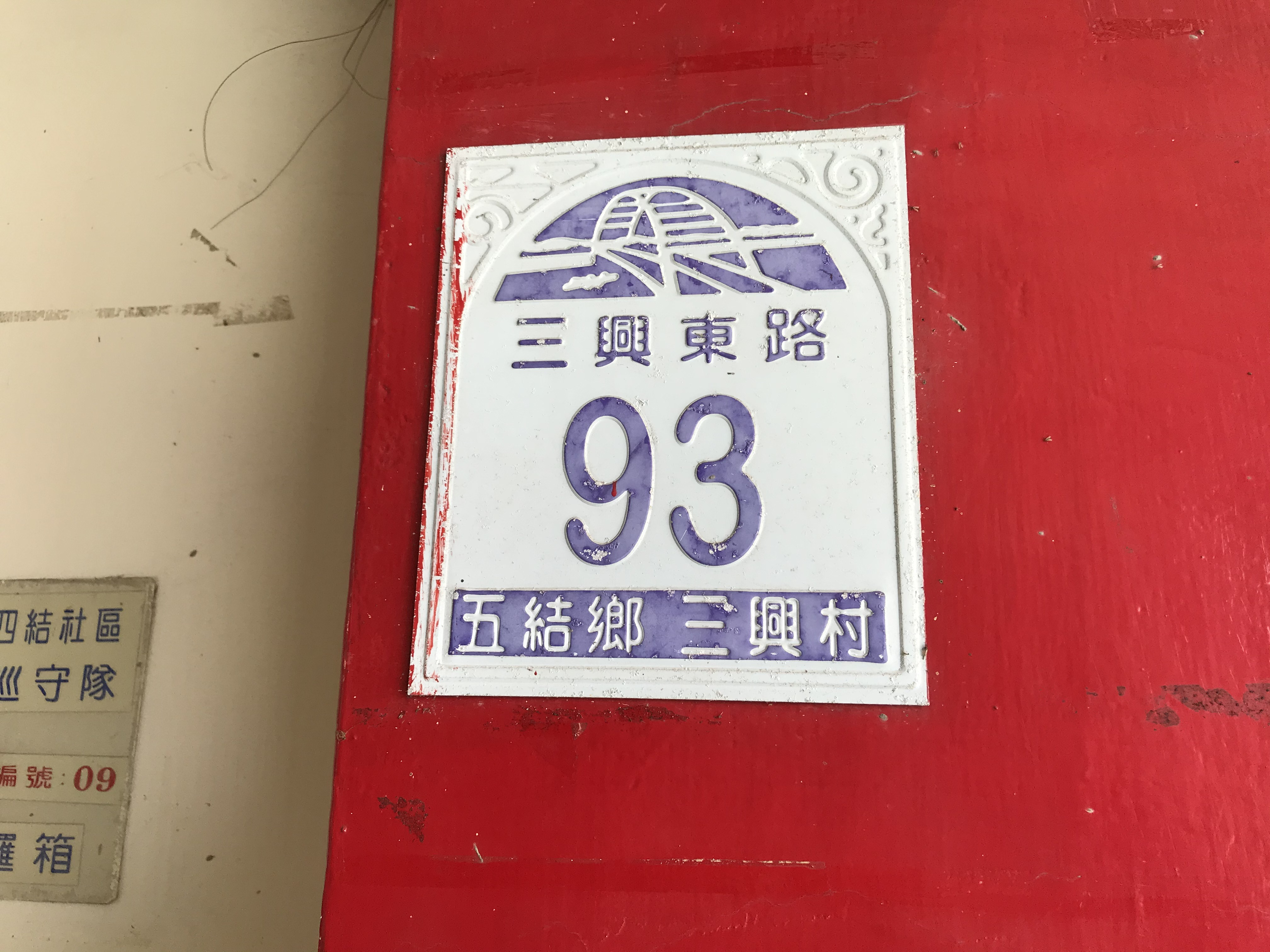
門牌

## 宗教活動
三興村村長沈福助介紹此廟以觀落陰聞名，常有來自臺灣各地的信徒前來。1968年，張東海任灶君廟住持，以借三太子、灶君之名開始觀落陰。居民賴太和表示本來只是牽當地人的亡魂，未料因很靈驗，所以名聲傳到全臺灣。
大二結文化基金會董事長林奠鴻在2013年有感地方傳統式微，便邀請大二結地區的二結王公廟、二結福德廟、三結國安廟、開基灶君廟省民堂、三興三山宮聯合在立冬前舉行祈求冬天平安度過的廟會。在此「祈冬文化祭」活動中，基金會先至五大廟送粿請帖，祈冬祈福儀式當日會有官將首、鯖魚陣、布馬陣、船河蚌等大小陣頭。